# Paleo-ortodoxia
A paleo-ortodoxia (do grego antigo παλαιός "antigo"; e do grego koiné ὀρθοδοξία "crença/glória correta") é um movimento teológico protestante do fim do século XX e começo do século XXI que foca no entendimento consensual da fé entre os Concílios Ecumênicos e os Pais da Igreja. Ainda que entenda este consenso dos Pais da Igreja como ortodoxia propriamente dita, chama a si mesma paleo-ortodoxia para distinguir-se da neo-ortodoxia, um movimento que foi influente em igrejas protestantes em meados do século XX.

## Descrição
A paleo-ortodoxia busca o essencial da teologia Cristã no consenso da Igreja antiga antes do Grande Cisma entre a Igreja Ortodoxa e a Igreja Católica Romana e antes da separação do protestantismo da Igreja Católica (a Reforma Protestante). Descreve-se através do cânon de Vicente de Lérins: "Quod ubique, quod semper, quod ab omnibus" ("O que [é crido] em todo lugar, sempre e por todos").

## Teólogos paleo-ortodoxos
A figura dominante do movimento, o teólogo metodista da UMC Thomas C. Oden da Universidade de Drew, publicou uma série de livros não somente chamando a retornar-se para o "cristianismo clássico", mas também tem buscado prover as ferramentas para fazê-lo. A coleção de ensaios de 2002 em honra de Oden, Ancient & postmodern Christianity: Paleo-orthodoxy in the 21st Century, oferece um vislumbre para o conteúdo do trabalho de alguns teólogos ativos nessa área: Robert Jenson, Christopher Hall, Amy Oden, Bradely Nassif, David Mills, Robert Webber, Geoffrey Wainwright, Carl Braaten, Stanley Grenz, John Franke, Alan Padget, Wolfhart Pannenberg, Richard John Neuhaus, e outros. Abordagens similares emergem na teologia de Marva Dawn (luterano), Alister McGrath (evangélico calvinista da Igreja Anglicana), Andrew Purves (presbiteriano), Timothy George (batista); e Christopher Hall (um episcopal).

## Literatura
Entre as obras de Oden, seja como escritor ou editor, em suporte à paleo-ortodoxia, estão:
- Thomas Oden: Agenda for Theology, depois republicado como After Modernity...What?, ISBN 0-310-75391-0
- Thomas Oden, Editor geral: Ancient Christian Commentary on Scripture uma compilação patrística de vários volumes, de Santos Clemente de Roma a João de Damasco[2]
- Thomas Oden: John Wesley's Scriptural Christianity: A Plain Exposition of His Teaching on Christian Doctrine, ISBN 0-310-75321-X
- Thomas Oden: Pastoral Theology: Essentials of Ministry, ISBN 0-06-066353-7
- Thomas Oden: The Rebirth of Orthodoxy: Signs of New Life in Christianity, ISBN 0-06-009785-X
- Thomas Oden: Requiem: A Lament in Three Movements, ISBN 0-687-01160-4
- Thomas Oden: Systematic Theology (três volumes: The Living God, The Word of Life and Life in the Spirit, republicado em um único volume com o nome de Classic Christianity)

Obras de outros autores:
- Christopher Hall and Kenneth Tanner (eds.): Ancient & Postmodern Christianity: Paleo-Orthodoxy in the 21st Century (Essays In Honor of Thomas C. Oden), ISBN 0-8308-2654-8.
- Christopher A. Hall: Reading Scripture with the Church Fathers
- Colleen Carroll: The New Faithful: Why Young Adults Are Embracing Christian Orthodoxy (ISBN 0-8294-1645-5)
- Richard Foster Streams of Living Water: Celebrating the Great Traditions of Christian Faith ISBN 0-06-062822-7)